# Beatrice Ensor
Pour les articles homonymes, voir Ensor (homonymie).
Beatrice Ensor (Marseille, 12 août 1885 - Londres, 1974)  est une théosophe et pédagogue britannique, pionnière du mouvement d'éducation nouvelle.

## Biographie
Elle est, avec Maria Montessori et Adolphe Ferrière, une des cofondatrices en 1921 de la Ligue internationale pour l'éducation nouvelle, pour laquelle elle dirige avec A. S. Neill la version anglophone de la revue  Pour l'ère nouvelle. 